# La estrella del Sur
La estrella del sur (L’Étoile du sud. Le pays des diamants) es una novela escrita originalmente por André Laurie y revisada, corregida y publicada por Julio Verne en Magasin d’Éducation et de Récréation desde el 1 de enero hasta el 15 de diciembre  de 1884, y como libro el 6 de noviembre del mismo año. La novela trata sobre la conversión industrial del carbón en diamante.

## Trama
Cyprien Meré, un ingeniero francés que vive en los “Campos de Diamantes” en Griqualandia Occidental (Sudáfrica), desea casarse con la bella hija del Señor Watkins, quien cuenta con que Alicia se quede en Sudáfrica y se case con uno de los mineros más adinerados de la región. Para situarse en una posición favorable para hacerse con la mano de Alicia, Cipriano compra una porción de tierra y comienza a trabajarla, en busca del preciado tesoro. Sin embargo, Alicia lo convence para que vuelva a la química y retome su teoría de la síntesis del diamante. El experimento parece cobrar efecto cuando el ingeniero crea un diamante al cual nombra “La estrella del sur”.

## Lista de capítulos

### Primera parte
- I.	¡Ah, cuán terribles son esos franceses!
- II.	En los yacimientos diamantíferos.
- III.	La ciencia y la amistad.
- IV.	Vandergaart Kopje.
- V.	Primera explotación.
- VI.	Costumbres mineras.
- VII.	El hundimiento.
- VIII.	El gran experimento de Cipriano Meré.
- IX.	Magnífica sorpresa.
- X.	Watkins reflexiona.
- XI.	En pos de Matakit.
- XII. Transvaal.

### Segunda parte
- I.	Por el Limpopo.
- II.	Pérfida maquinación.
- III.	Traición.
- IV.	Una cacería africana.
- V.	El avestruz hablador.
- VI.	La caverna maravillosa.
- VII.	El regreso.
- VIII.	Justicia veneciana.
- IX. Nuevo género de mina.
- X. Jacobo Vandergaart.
- XI. Una estrella que desaparece.

## Adaptaciones

### Cine
- 1918: "La estrella del sur" ("L'Étoile du Sud"). Francia. 
  - Prod.: Michel Verne.

- 1968: "La estrella del sur" ("The Southern Star" - "L'Étoile du Sud"). Capitol Films. Coproducción entre Inglaterra y Francia.  
  - Guion: Jack Seddon, David Pursall.
  - Dir.: Sidney Hayers.
  - Int.: George Segal, Ursula Andress, Orson Welles, Georges Géret, Johnny Sekka, Ian Hendry, Michel Constantin, Charles Lamb.
  - Música: Georges Garvarentz.

- 2001: "La estrella del Sur" ("L'Étoile du Sud"). Telefilme de animación. Colección "Los viajes fantásticos de Julio Verne" ("Les Voyages fantastiques de Jules Verne"). La Fabrique. Francia.
  - Prod.: Fabrice Ziolkowski.
  - Dir.: Armando Ferreira.
  - Actores de voz: Richard Bohringer, Tom Novembre.